# Napoleon in Fontainebleau
Napoleon in Fontainebleau (oder Napoleon I. in Fontainebleau am 31. März 1814 oder Abdankung Napoleons in Fontainebleau) ist ein Gemälde des französischen Malers Paul Delaroche, das 1840 oder 1845 entstand.

## Kontext
1814 bildeten Großbritannien, das Russische Reich, das Königreich Preußen und das Kaiserreich Österreich eine Koalition gegen Napoleon, um in Frankreich einzumarschieren. Napoleons Armee, bestehend aus jungen, unerfahrenen Rekruten, war nicht in der Lage, die Oberhand gegen die viel größeren Koalitionsstreitkräfte zu gewinnen. Ende März 1814 wurde Paris bedroht, aber Napoleon, damals in Fontainebleau, übermittelte die Befehle zu spät. Paris fällt am 31. März. Da Napoleon nicht nach Paris zurückkehren konnte, bezog er seine Gemächer im Schloss von Fontainebleau.
Unter dem Druck seiner Marschälle, darunter Talleyrand, dankte Napoleon am 4. April 1814 zugunsten seines Sohnes, des Königs von Rom, dann am 6. ohne Bedingungen ab. Anschließend wurde er auf die Insel Elba verbannt.
Delaroches Schwiegervater Horace Vernet malte bereits 1825 ein Bild mit dem Titel „Der Abschied von Fontainebleau“ (Les Adieux de Fontainebleau).
Das Original dieses Gemäldes befindet sich im Museum der bildenden Künste in Leipzig und eine Kopie im Armeemuseum in Paris.

## Beschreibung
Das Bild steht „auf halbem Weg zwischen psychologischem Porträt und Historienmalerei“ und wurde zu einem Sinnbild des „napoleonischen Mythos“. Es zeigt den überwältigt und mit verschlossenem Gesicht sitzenden Kaiser Napoleon Bonaparte, wenige Tage vor Unterzeichnung seiner Abdankung. Das Gemälde illustriert auch eine Passage der Memoiren von Louis Antoine Fauvelet de Bourrienne, der diesen Tag als Tag der Isolation des Kaisers bezeichnet.
Der Kaiser trägt schmutzige Stiefel und seine Uniform als Oberst der berittenen Grenadiere der kaiserlichen Garde und darüber einen grauen Gehrock. Sein Hut, der berühmte Zweispitz, liegt auf dem Boden. Auffällig ist der Kontrast zum Luxus des Dekors.

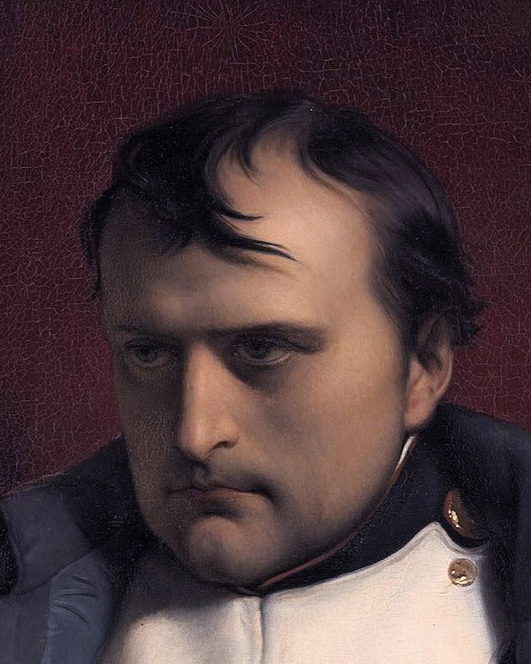
Detail
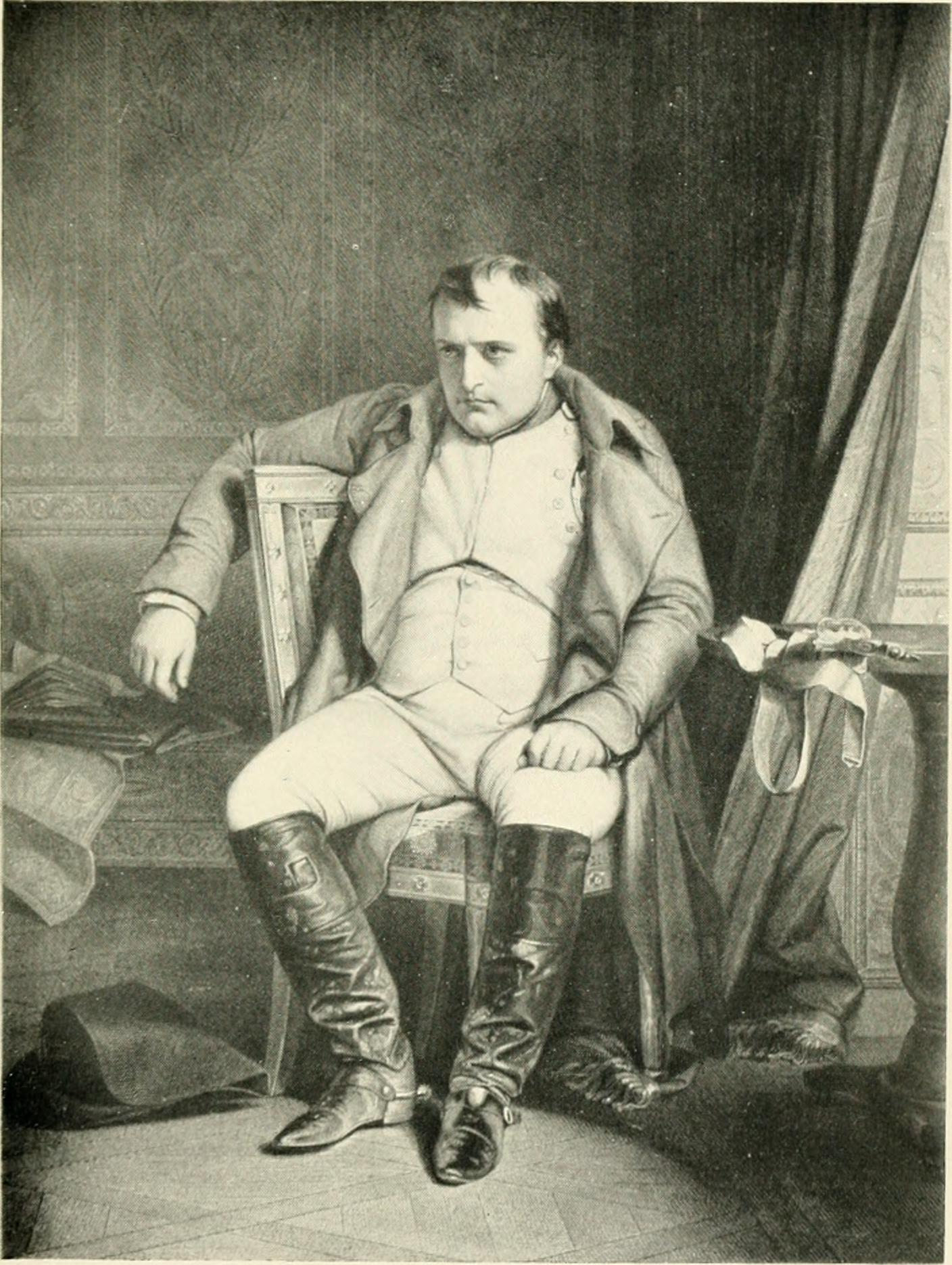
Gravur
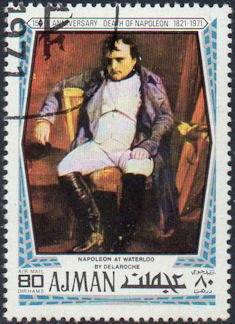
Briefmarke